# Sébastien Amiez
 (décembre 2012).
 (décembre 2012).
Si vous disposez d'ouvrages ou d'articles de référence ou si vous connaissez des sites web de qualité traitant du thème abordé ici, merci de compléter l'article en donnant les références utiles à sa vérifiabilité et en les liant à la section « Notes et références ».
Sébastien Amiez dit « Bastoune », né le 6 mai 1972 à Moûtiers, est un skieur alpin français. Grand spécialiste du slalom, il intègre le groupe de l'équipe de France en 1993, il a notamment gagné la médaille d'argent aux JO de Salt Lake City en 2002 derrière son compatriote Jean-Pierre Vidal, la médaille d'argent aux championnats du monde de 1997 derrière Tom Stiansen et le globe de cristal du slalom en 1996 devant Alberto Tomba.
En mars 2006, il est victime d'une agression qui le blessera gravement à un œil (perte de la quasi-totalité de la vue à l'œil droit). Finalement, le 12 avril 2007, à 34 ans, il annonce sa retraite sportive et son envie de se lancer dans le monde des affaires. Depuis janvier 2009, il est consultant sur RMC.

## Biographie

### Ascension rapide vers les sommets
À l'issue d'un début carrière prometteur chez les juniors durant laquelle il remporte la médaille d'argent dans le slalom des championnats du monde juniors 1991 disputés en Norvège, Sébastien Amiez slalomeur pur grimpe rapidement les échelons. Engagé sur ses premiers slaloms de coupe du monde lors de la saison 1993-1994, Amiez ne quitte le top 20 d'aucun d'entre eux avec une pointe à la 6e lors du slalom à domicile de Chamonix. Son style tonique et agressif impressionne les suiveurs et Amiez termine sa première saison au 22e rang du classement du slalom avec seulement 4 épreuves au compteur.
1994-1995 marque la première saison complète de Sébastien Amiez en coupe du monde. Performant en coupe d'Europe, il termine malgré un ski à risque dans le top 10 de quasiment tous les slaloms de coupe du monde ce qui lui permet de grimper rapidement dans la hiérarchie des meilleurs slalomeurs, à seulement 22 ans. Il termine au 8e rang du classement du slalom. Sa progression rapide et régulière laisse augurer le meilleur pour la suite de sa carrière.

### 1996: Globe de cristal
En 1995-1996, Sébastien Amiez déjà bien installé parmi les meilleurs va vraiment monter d'un cran en skiant au niveau "du meilleur slalomeur des dernières années, l'Italien Alberto Tomba. Il est sur le podium dès le premier slalom à Vail derrière Tritscher et enchaîne les performances remarquables. En effet, la régularité d'Amiez dans le top 5 freine les fulgurances parfois irrésistible de Tomba qui domine le slalom depuis cinq ans. À nouveau sur le podium à Kranjska Gora derrière Tomba et Kosir, Amiez, après deux nouveaux tops 5 entre-temps, remporte sa première et seule victoire en coupe du monde un mois plus tard à Veysonnaz qui lui permet de prendre la tête du classement à deux slaloms de la fin pour une poignée de points. Engagé parmi les favoris des championnats du monde de ski alpin de 1996 à la Sierra Nevada, il déçoit en terminant au 7e rang loin d'Alberto Tomba. Onzième du slalom à Sestriere mais profitant de la sortie de Tomba, il aborde les finales avec une vingtaine de points d'avance sur celui-ci. Deuxième derrière Sykora, Amiez remporte à 23 ans le globe de cristal du slalom à l'issue d'une saison intense. Moins gagnant que Tomba (trois victoires pour ce dernier contre une pour Amiez), il doit son globe à sa régularité impressionnante pour un slalomeur de son âge. Il termine en outre 11e du classement général.

### 1997: Confirmation parmi les meilleurs et rêve de titre mondial brisé
Fort de sa confiance inébranlable, Sebastien Amiez réalise une excellente première partie de saison. Toujours aussi régulier, il signe 4 podiums (3e à Madonna di Campiglio, Wengen, Schladming et 2e à Kranjska Gora) et de nombreux top 10 mais ne peut absolument pas rivaliser avec les Autrichiens Sykora et Stangassinger qui se partagent les victoires. Amiez aborde les championnats du monde de ski alpin de 1997 au troisième rang mondial d'un classement déjà joué. Surpuissant sur la piste glacée de Sestrières, il remporte la première manche avec plus d'une seconde d'avance sur le Norvégien Tom Stiansen mais craque alors qu'il lui suffirait presque d'assurer en seconde manche finissant sur les rotules une manche pourtant débutée tambour battant à seulement 5 centièmes du Norvégien. Marqué par l'échec malgré le metal argenté, Amiez finit la saison en cédant sa troisième place au classement du slalom pour un point au Norvégien Jagge. Il confirme cependant sa place dans le top 5.

### 1998-2001: Premiers problèmes physiques et baisse significative de résultats
La saison suivante ressemble à un calvaire pour le français régulièrement dominé à l'entrainement par ses coéquipiers et qui rencontre ses premiers problèmes physiques, sa saison n'a rien à voir avec les précédentes qui l'ont vu éclore. Avec seulement 3 top 10 à se mettre sous la dent, un échec olympique (14e) et une fin de saison très compliquée, Amiez termine la saison au-delà des 15 meilleurs mondiaux.
La saison 1998-1999 est de meilleure facture pour Sébastien Amiez qui n'étant plus le meilleur slalomeur français ne subit plus autant la pression qu'auparavant et son dos le laissant tranquille, il peut prendre le temps de se reconstruire tranquillement. C'est ce qu'il va faire durant la saison. À nouveau sur le podium rapidement (2e à Aspen derrière Stangassinger, il signe des performances régulières dans les 10 premiers en slalom qui lui permettent de terminer au 6e rang du classement du slalom. Engagé en outre lors des championnats du monde de ski alpin de 1999 à Vail, il finit 11e du slalom.
Lors de la saison 1999-2000, les performances d'Amiez sont mitigées. Handicapé par son dos, il ne parvient plus à mettre autant d'intensité dans son ski. Skiant contre nature, il alterne les contre-performances (cinq sorties de pistes) et les bons résultats (8e à Vail, Todtnau et Schladming et 5e à Adelboden. Il termine la saison au 13e rang du classement du slalom.
En 2000-2001, malgré quelques sursauts (8e à Park City et 6e à Kitzbühel, la saison est de la même veine que la précédente. Il termine hors du coup 11e du slalom mondiaux de Sankt Anton. La seule satisfaction de sa saison vint d'une bonne fin de saison qui le voit lors des finales d'Are termine sur son premier podium depuis 2 ans (3e derrière Raich et Matt) qui le remotive totalement avant la saison olympique. Il termine 13e du classement du slalom

### 2002: Traversée du désert et renaissance olympique
Le début de saison 2001-2002 de Sebastien Amiez est extrêmement difficile. Bien que régulièrement qualifié en seconde manche et démontrant sur des bouts de manches de grandes choses, il ne parvient pas à skier comme à l'entrainement où il réussit des chronos prometteurs au niveau de son leader Jean-Pierre Vidal, ce malgré quelques sursauts à Adelboden (10e) et Kitzbühel (9e). Il aborde paradoxalement les Jeux olympiques d'hiver de 2002 extrêmement motivé et convaincu de sa capacité à accrocher un gros résultat sur une piste très compliquée qui convient parfaitement aux slalomeurs français. Très bon 8e à l'issue de la première manche, à moins d'une seconde du podium, il s'élance en seconde manche le couteau entre les dents. Sur une piste cassée, il skie de manière agressive comme à la grande époque et réalise un mur final très tournant exceptionnel. Il arrive largement en tête. S’ensuivent des moments surréalistes qui verront craquer les meilleurs spécialistes de l'année. Seul son ami Vidal parvient à le devancer ce qui permet le doublé. Amiez est heureux comme s'il avait gagné. Il est conscient qu'il revient de loin et de la valeur de ce métal. Finissant très bien la saison par une 5e place lors des finales, Amiez termine la saison au 12e rang du classement du slalom.

## Palmarès

### Jeux olympiques
| Épreuve / Édition      | Slalom  |
| ---------------------- | ------- |
| JO 1994 Lillehammer    | Abandon |
| JO 1998 Nagano         | 14e     |
| JO 2002 Salt Lake City | Argent  |

Légende :

 : deuxième place, médaille d'argent

### Championnats du monde
| Épreuve / Édition           | Slalom  |
| --------------------------- | ------- |
| Mondiaux 1996 Sierra Nevada | 6e      |
| Mondiaux 1997 Sestrières    | Argent  |
| Mondiaux 1999 Vail          | 11e     |
| Mondiaux 2001 Sankt Anton   | 12e     |
| Mondiaux 2003 Saint-Moritz  | 31e     |
| Mondiaux 2005 Bormio        | Abandon |

Légende :

 : deuxième place, médaille d'argent

### Coupe du monde
- Meilleur classement au Général : 11e en 1996.
- 1 petit globe de cristal :
  - Vainqueur du classement du slalom en 1996.
- 9 podiums dont 1 victoire (1 en slalom).

#### Différents classements en Coupe du monde
| Année/Classement | Année/Classement | Général | Général | Descente | Descente | Super G | Super G | Géant  | Géant  | Slalom | Slalom | Combiné | Combiné |
| ---------------- | ---------------- | ------- | ------- | -------- | -------- | ------- | ------- | ------ | ------ | ------ | ------ | ------- | ------- |
| Année/Classement | Année/Classement | Class.  | Points  | Class.   | Points   | Class.  | Points  | Class. | Points | Class. | Points | Class.  | Points  |
| 1994             | 1994             | 70e     | 80      | -        | -        | -       | -       | -      | -      | 22e    | 80     | -       | -       |
| 1995             | 1995             | 29e     | 279     | -        | -        | -       | -       | -      | -      | 8e     | 279    | -       | -       |
| 1996             | 1996             | 11e     | 539     | -        | -        | -       | -       | -      | -      | 1re    | 539    | -       | -       |
| 1997             | 1997             | 18e     | 396     | -        | -        | -       | -       | 35e    | 23     | 4e     | 373    | -       | -       |
| 1998             | 1998             | 48e     | 163     | -        | -        | -       | -       | 54e    | 3      | 18e    | 144    | -       | -       |
| 1999             | 1999             | 24e     | 312     | -        | -        | -       | -       | -      | -      | 6e     | 312    | -       | -       |
| 2000             | 2000             | 40e     | 195     | -        | -        | -       | -       | 50e    | 5      | 13e    | 190    | -       | -       |
| 2001             | 2001             | 39e     | 199     | -        | -        | -       | -       | -      | -      | 13e    | 199    | -       | -       |
| 2002             | 2002             | 45e     | 177     | -        | -        | -       | -       | -      | -      | 12e    | 177    | -       | -       |
| 2003             | 2003             | 66e     | 97      | -        | -        | -       | -       | -      | -      | 24e    | 97     | -       | -       |
| 2004             | 2004             | 81e     | 65      | -        | -        | -       | -       | -      | -      | 32e    | 65     | -       | -       |
| 2005             | 2005             | 134e    | 9       | -        | -        | -       | -       | -      | -      | 53e    | 9      | -       | -       |

#### Détail des victoires
| Édition / Épreuve | Slalom    |
| 1996              | Veysonnaz |

### Championnats du monde juniors
| Épreuve / Édition          | Descente | Super G | Géant | Slalom | Combiné |
| Mondiaux junior 1990 Zinal | -        | -       | -     | 31e    | -       |
| Mondiaux junior 1991 Geilo | -        | 26e     | 21e   | Argent | -       |

### Arlberg-Kandahar
- Meilleur résultat : 6e place dans le slalom 1994 à Chamonix

### Championnats de France
- Quadruple Champion de France de slalom en 1994, 1996, 1999 et 2004
- Vice-Champion de France de slalom en 1995 et 2001 - 3e en 2005

## Vie personnelle
Sébastien Amiez est marié à une ancienne skieuse française spécialiste du slalom, Béatrice Filliol. Leur fils Steven Amiez est également un skieur professionnel, lui aussi spécialiste du slalom.